# Eleições parlamentares europeias de 2019 na Madeira
| Eleições parlamentares europeias de 2019 Distritos: Aveiro \| Beja \| Braga \| Bragança \| Castelo Branco \| Coimbra \| Évora \| Faro \| Guarda \| Leiria \| Lisboa \| Portalegre \| Porto \| Santarém \| Setúbal \| Viana do Castelo \| Vila Real \| Viseu \| Açores \| Madeira \| Estrangeiro |

## Resultados por concelho
Os resultados nos concelhos da Região Autónoma da Madeira foram os seguintes:

### Calheta
| Partido                 | Partido                        | Votos  | %               | +/-  |
| ----------------------- | ------------------------------ | ------ | --------------- | ---- |
|                         | Partido Social Democrata       | 2 751  | 55,20 / 100,00  | -    |
|                         | Partido Socialista             | 687    | 13,78 / 100,00  | 2,43 |
|                         | CDS – Partido Popular          | 575    | 11,54 / 100,00  | -    |
|                         | Bloco de Esquerda              | 152    | 3,05 / 100,00   | 1,27 |
|                         | Pessoas–Animais–Natureza       | 112    | 2,25 / 100,00   | 0,67 |
|                         | Coligação Democrática Unitária | 61     | 1,22 / 100,00   | 0,79 |
|                         | Partido Trabalhista Português  | 55     | 1,10 / 100,00   | 4,34 |
|                         | Outros (com menos de 1,00%)    | 337    | 6,74 / 100,00   |      |
| Votos Inválidos         | Votos Inválidos                | 254    | 5,09 / 100,00   | 2,19 |
| Total                   | Total                          | 4 984  | 100,00 / 100,00 |      |
| Eleitorado/Participação | Eleitorado/Participação        | 12 253 | 40,68 / 100,00  | 5,63 |

| Freguesia           | %     | %     | %     | %    | %    | %    | %    | Votantes |
| Freguesia           | PSD   | PS    | CDS   | BE   | PAN  | CDU  | PTP  | Votantes |
| ------------------- | ----- | ----- | ----- | ---- | ---- | ---- | ---- | -------- |
| Arco da Calheta     | 57,04 | 13,29 | 9,53  | 3,83 | 3,10 | 0,87 | 1,52 | 1 385    |
| Calheta             | 52,21 | 16,28 | 7,79  | 3,37 | 2,67 | 1,47 | 0,98 | 1 425    |
| Estreito da Calheta | 61,01 | 11,93 | 9,17  | 3,98 | 1,83 | 1,38 | 0,92 | 654      |
| Fajã da Ovelha      | 52,05 | 9,49  | 21,03 | 0,77 | 0,77 | 1,28 | 1,28 | 390      |
| Jardim do Mar       | 43,85 | 24,62 | 3,08  | 4,62 | 4,62 | 0,77 | 0    | 130      |
| Paul do Mar         | 45,54 | 8,42  | 23,76 | 2,48 | 2,97 | 3,47 | 0,50 | 202      |
| Ponta do Pargo      | 48,39 | 16,56 | 23,23 | 0,86 | 0,65 | 1,08 | 1,29 | 465      |
| Prazeres            | 72,37 | 9,01  | 9,01  | 2,10 | 0,30 | 0,30 | 0,60 | 333      |
| Calheta             | 55,20 | 13,78 | 11,54 | 3,05 | 2,25 | 1,22 | 1,10 | 4 984    |

### Câmara de Lobos
| Partido                 | Partido                                         | Votos  | %               | +/-  |
| ----------------------- | ----------------------------------------------- | ------ | --------------- | ---- |
|                         | Partido Social Democrata                        | 5 408  | 45,30 / 100,00  | -    |
|                         | Partido Socialista                              | 2 240  | 18,77 / 100,00  | 3,13 |
|                         | CDS – Partido Popular                           | 1 107  | 9,27 / 100,00   | -    |
|                         | Bloco de Esquerda                               | 486    | 4,07 / 100,00   | 1,23 |
|                         | Pessoas–Animais–Natureza                        | 429    | 3,59 / 100,00   | 0,89 |
|                         | Coligação Democrática Unitária                  | 311    | 2,61 / 100,00   | 1,88 |
|                         | Partido Unido dos Reformados e Pensionistas     | 196    | 1,64 / 100,00   | Novo |
|                         | Aliança                                         | 192    | 1,61 / 100,00   | Novo |
|                         | Partido Trabalhista Português                   | 176    | 1,47 / 100,00   | 3,81 |
|                         | LIVRE                                           | 169    | 1,42 / 100,00   | 0,16 |
|                         | Basta!                                          | 162    | 1,36 / 100,00   | 0,29 |
|                         | Partido Comunista dos Trabalhadores Portugueses | 127    | 1,06 / 100,00   | 0,47 |
|                         | Outros (com menos de 1,00%)                     | 373    | 3,13 / 100,00   |      |
| Votos Inválidos         | Votos Inválidos                                 | 561    | 4,70 / 100,00   | 3,49 |
| Total                   | Total                                           | 11 937 | 100,00 / 100,00 |      |
| Eleitorado/Participação | Eleitorado/Participação                         | 32 577 | 36,64 / 100,00  | 3,54 |

| Freguesia                   | %     | %     | %     | %    | %    | %    | %    | %    | %    | %    | %    | %    | Votantes |
| Freguesia                   | PSD   | PS    | CDS   | BE   | PAN  | CDU  | PURP | A    | PTP  | L    | B!   | PCTP | Votantes |
| --------------------------- | ----- | ----- | ----- | ---- | ---- | ---- | ---- | ---- | ---- | ---- | ---- | ---- | -------- |
| Câmara de Lobos             | 42,33 | 19,84 | 9,22  | 5,17 | 4,01 | 2,86 | 1,74 | 1,72 | 1,26 | 1,48 | 1,59 | 0,88 | 5 218    |
| Curral das Freiras          | 58,75 | 11,28 | 6,36  | 1,56 | 2,85 | 3,63 | 0,39 | 2,59 | 2,08 | 1,17 | 0,91 | 1,56 | 771      |
| Estreito de Câmara de Lobos | 47,86 | 16,44 | 9,77  | 3,92 | 3,45 | 2,14 | 1,60 | 1,24 | 1,42 | 1,52 | 1,34 | 1,06 | 3 880    |
| Jardim da Serra             | 40,78 | 27,10 | 8,74  | 2,51 | 2,91 | 2,18 | 2,02 | 0,97 | 2,27 | 1,05 | 0,97 | 1,29 | 1 236    |
| Quinta Grande               | 46,27 | 17,43 | 10,82 | 2,52 | 3,37 | 2,88 | 1,80 | 2,64 | 1,32 | 1,32 | 0,96 | 1,44 | 832      |
| Câmara de Lobos             | 45,30 | 18,77 | 9,27  | 4,07 | 3,59 | 2,61 | 1,64 | 1,61 | 1,47 | 1,42 | 1,36 | 1,06 | 11 937   |

### Funchal
| Partido                 | Partido                                         | Votos   | %               | +/-  |
| ----------------------- | ----------------------------------------------- | ------- | --------------- | ---- |
|                         | Partido Social Democrata                        | 14 635  | 33,72 / 100,00  | -    |
|                         | Partido Socialista                              | 11 861  | 27,33 / 100,00  | 3,59 |
|                         | CDS – Partido Popular                           | 3 311   | 7,63 / 100,00   | -    |
|                         | Bloco de Esquerda                               | 2 619   | 6,03 / 100,00   | 1,44 |
|                         | Pessoas–Animais–Natureza                        | 1 760   | 4,06 / 100,00   | 0,16 |
|                         | Coligação Democrática Unitária                  | 1 667   | 3,84 / 100,00   | 2,60 |
|                         | Aliança                                         | 862     | 1,99 / 100,00   | Novo |
|                         | Partido Unido dos Reformados e Pensionistas     | 698     | 1,61 / 100,00   | Novo |
|                         | LIVRE                                           | 592     | 1,36 / 100,00   | 0,89 |
|                         | Iniciativa Liberal                              | 588     | 1,35 / 100,00   | Novo |
|                         | Basta!                                          | 580     | 1,34 / 100,00   | 0,32 |
|                         | Partido Trabalhista Português                   | 503     | 1,16 / 100,00   | 4,71 |
|                         | Nós, Cidadãos!                                  | 451     | 1,04 / 100,00   | Novo |
|                         | Partido Comunista dos Trabalhadores Portugueses | 437     | 1,01 / 100,00   | 0,89 |
|                         | Outros (com menos de 1,00%)                     | 660     | 1,52 / 100,00   |      |
| Votos Inválidos         | Votos Inválidos                                 | 2 175   | 5,01 / 100,00   | 3,70 |
| Total                   | Total                                           | 43 399  | 100,00 / 100,00 |      |
| Eleitorado/Participação | Eleitorado/Participação                         | 106 993 | 40,56 / 100,00  | 5,23 |

| Freguesia                  | %     | %     | %    | %    | %    | %    | %    | %    | %    | %    | %    | %    | %    | %    | Votantes |
| Freguesia                  | PSD   | PS    | CDS  | BE   | PAN  | CDU  | A    | PURP | L    | IL   | B!   | PTP  | NC!  | PCTP | Votantes |
| -------------------------- | ----- | ----- | ---- | ---- | ---- | ---- | ---- | ---- | ---- | ---- | ---- | ---- | ---- | ---- | -------- |
| Imaculado Coração de Maria | 31,26 | 29,16 | 8,01 | 5,17 | 3,90 | 4,47 | 1,62 | 2,28 | 1,05 | 1,53 | 1,84 | 1,44 | 1,01 | 0,74 | 2 284    |
| Monte                      | 35,54 | 28,07 | 6,61 | 5,38 | 3,80 | 3,80 | 1,49 | 1,41 | 1,62 | 0,94 | 1,32 | 1,28 | 0,81 | 1,45 | 2 344    |
| Santa Luzia                | 34,59 | 28,84 | 8,77 | 7,05 | 4,43 | 3,35 | 1,68 | 1,03 | 1,33 | 1,46 | 0,56 | 0,82 | 1,03 | 0,64 | 2 327    |
| Santa Maria Maior          | 32,49 | 29,51 | 8,18 | 6,32 | 4,03 | 3,70 | 1,56 | 1,33 | 1,20 | 1,50 | 1,18 | 0,99 | 1,14 | 1,04 | 5 266    |
| Santo António              | 32,19 | 26,06 | 7,37 | 5,64 | 4,35 | 4,77 | 2,28 | 2,02 | 1,47 | 1,07 | 1,58 | 1,32 | 1,15 | 1,26 | 10 594   |
| São Gonçalo                | 33,73 | 31,06 | 6,96 | 5,34 | 2,63 | 3,20 | 1,71 | 2,19 | 1,36 | 1,10 | 1,23 | 1,14 | 0,96 | 1,27 | 2 283    |
| São Martinho               | 33,21 | 26,58 | 8,03 | 6,80 | 4,58 | 3,18 | 2,15 | 1,47 | 1,43 | 1,56 | 1,36 | 1,08 | 1,07 | 0,84 | 10 433   |
| São Pedro                  | 32,23 | 27,62 | 7,43 | 6,59 | 3,45 | 4,79 | 2,40 | 1,06 | 1,48 | 2,01 | 1,30 | 1,16 | 0,92 | 0,77 | 2 839    |
| São Roque                  | 39,51 | 26,19 | 6,13 | 5,31 | 3,42 | 3,37 | 1,99 | 1,61 | 1,02 | 0,89 | 1,20 | 1,30 | 0,82 | 0,82 | 3 918    |
| Sé                         | 41,76 | 23,31 | 9,81 | 4,86 | 3,24 | 2,25 | 1,62 | 0,81 | 1,62 | 2,25 | 0,99 | 0,54 | 0,99 | 0,99 | 1 111    |
| Funchal                    | 33,72 | 27,33 | 7,63 | 6,03 | 4,06 | 3,84 | 1,99 | 1,61 | 1,36 | 1,35 | 1,34 | 1,16 | 1,04 | 1,01 | 43 399   |

### Machico
| Partido                 | Partido                                     | Votos  | %               | +/-  |
| ----------------------- | ------------------------------------------- | ------ | --------------- | ---- |
|                         | Partido Socialista                          | 2 911  | 41,52 / 100,00  | 2,45 |
|                         | Partido Social Democrata                    | 2 138  | 30,49 / 100,00  | -    |
|                         | Bloco de Esquerda                           | 333    | 4,75 / 100,00   | 2,03 |
|                         | CDS – Partido Popular                       | 328    | 4,68 / 100,00   | -    |
|                         | Pessoas–Animais–Natureza                    | 182    | 2,60 / 100,00   | 0,48 |
|                         | Coligação Democrática Unitária              | 150    | 2,14 / 100,00   | 0,77 |
|                         | Basta!                                      | 84     | 1,20 / 100,00   | 0,26 |
|                         | Partido Trabalhista Português               | 84     | 1,20 / 100,00   | 4,40 |
|                         | LIVRE                                       | 81     | 1,16 / 100,00   | 0,29 |
|                         | Partido Unido dos Reformados e Pensionistas | 72     | 1,03 / 100,00   | Novo |
|                         | Outros (com menos de 1,00%)                 | 280    | 3,99 / 100,00   |      |
| Votos Inválidos         | Votos Inválidos                             | 368    | 5,24 / 100,00   | 2,26 |
| Total                   | Total                                       | 7 011  | 100,00 / 100,00 |      |
| Eleitorado/Participação | Eleitorado/Participação                     | 20 846 | 33,63 / 100,00  | 4,72 |

| Freguesia              | %     | %     | %    | %    | %    | %    | %    | %    | %    | %    | Votantes |
| Freguesia              | PS    | PSD   | BE   | CDS  | PAN  | CDU  | B!   | PTP  | L    | PURP | Votantes |
| ---------------------- | ----- | ----- | ---- | ---- | ---- | ---- | ---- | ---- | ---- | ---- | -------- |
| Água de Pena           | 45,22 | 27,39 | 5,05 | 4,51 | 1,93 | 2,04 | 1,50 | 1,18 | 1,18 | 0,21 | 931      |
| Caniçal                | 45,64 | 29,18 | 4,45 | 7,27 | 2,00 | 1,45 | 0,82 | 1,00 | 0,64 | 1,45 | 1 100    |
| Machico                | 43,32 | 29,06 | 4,85 | 3,89 | 3,03 | 2,35 | 1,04 | 0,92 | 1,23 | 1,09 | 3 569    |
| Porto da Cruz          | 35,71 | 33,69 | 4,16 | 4,37 | 2,13 | 2,56 | 1,71 | 2,24 | 1,39 | 0,75 | 938      |
| Santo António da Serra | 22,62 | 44,19 | 5,29 | 5,50 | 2,96 | 1,48 | 1,69 | 1,69 | 1,27 | 1,69 | 473      |
| Machico                | 41,52 | 30,49 | 4,75 | 4,68 | 2,60 | 2,14 | 1,20 | 1,20 | 1,16 | 1,03 | 7 011    |

### Ponta de Sol
| Partido                 | Partido                                     | Votos | %               | +/-  |
| ----------------------- | ------------------------------------------- | ----- | --------------- | ---- |
|                         | Partido Social Democrata                    | 1 532 | 47,34 / 100,00  | -    |
|                         | Partido Socialista                          | 846   | 26,14 / 100,00  | 8,31 |
|                         | CDS – Partido Popular                       | 249   | 7,69 / 100,00   | -    |
|                         | Bloco de Esquerda                           | 108   | 3,34 / 100,00   | 1,18 |
|                         | Pessoas–Animais–Natureza                    | 77    | 2,38 / 100,00   | 0,41 |
|                         | Partido Unido dos Reformados e Pensionistas | 39    | 1,21 / 100,00   | Novo |
|                         | LIVRE                                       | 36    | 1,11 / 100,00   | 0,93 |
|                         | Outros (com menos de 1,00%)                 | 210   | 6,48 / 100,00   |      |
| Votos Inválidos         | Votos Inválidos                             | 139   | 4,29 / 100,00   | 3,35 |
| Total                   | Total                                       | 3 236 | 100,00 / 100,00 |      |
| Eleitorado/Participação | Eleitorado/Participação                     | 9 831 | 32,92 / 100,00  | 5,97 |

| Freguesia       | %     | %     | %    | %    | %    | %    | %    | Votantes |
| Freguesia       | PSD   | PS    | CDS  | BE   | PAN  | PURP | L    | Votantes |
| --------------- | ----- | ----- | ---- | ---- | ---- | ---- | ---- | -------- |
| Canhas          | 49,89 | 24,66 | 7,18 | 1,85 | 2,63 | 1,63 | 0,85 | 1 407    |
| Madalena do Mar | 53,67 | 27,06 | 5,05 | 3,21 | 1,83 | 0    | 1,38 | 218      |
| Ponta do Sol    | 44,26 | 27,31 | 8,50 | 4,66 | 2,23 | 0,99 | 1,30 | 1 611    |
| Ponta do Sol    | 47,34 | 26,14 | 7,69 | 3,34 | 2,38 | 1,21 | 1,11 | 3 236    |

### Porto Moniz
| Partido                 | Partido                     | Votos | %               | +/-   |
| ----------------------- | --------------------------- | ----- | --------------- | ----- |
|                         | Partido Socialista          | 708   | 46,86 / 100,00  | 10,16 |
|                         | Partido Social Democrata    | 596   | 39,44 / 100,00  | -     |
|                         | CDS – Partido Popular       | 38    | 2,51 / 100,00   | -     |
|                         | Bloco de Esquerda           | 27    | 1,79 / 100,00   | 1,07  |
|                         | Pessoas–Animais–Natureza    | 18    | 1,19 / 100,00   | 0,32  |
|                         | Outros (com menos de 1,00%) | 52    | 3,44 / 100,00   |       |
| Votos Inválidos         | Votos Inválidos             | 61    | 4,04 / 100,00   | 2,95  |
| Total                   | Total                       | 1 511 | 100,00 / 100,00 |       |
| Eleitorado/Participação | Eleitorado/Participação     | 3 055 | 49,46 / 100,00  | 8,50  |

| Freguesia         | %     | %     | %    | %    | %    | Votantes |
| Freguesia         | PS    | PSD   | CDS  | BE   | PAN  | Votantes |
| ----------------- | ----- | ----- | ---- | ---- | ---- | -------- |
| Achadas da Cruz   | 55,77 | 31,73 | 0    | 4,81 | 0    | 104      |
| Porto Moniz       | 48,61 | 37,53 | 2,88 | 1,92 | 1,07 | 938      |
| Ribeira da Janela | 41,27 | 44,44 | 4,76 | 1,59 | 0    | 126      |
| Seixal            | 41,40 | 45,19 | 1,46 | 0,58 | 2,33 | 343      |
| Porto Moniz       | 46,86 | 39,44 | 2,51 | 1,79 | 1,19 | 1 511    |

### Porto Santo
| Partido                 | Partido                        | Votos | %               | +/-  |
| ----------------------- | ------------------------------ | ----- | --------------- | ---- |
|                         | Partido Social Democrata       | 639   | 35,66 / 100,00  | -    |
|                         | Partido Socialista             | 638   | 35,60 / 100,00  | 3,11 |
|                         | CDS – Partido Popular          | 84    | 4,69 / 100,00   | -    |
|                         | Bloco de Esquerda              | 83    | 4,63 / 100,00   | 1,75 |
|                         | Pessoas–Animais–Natureza       | 51    | 2,85 / 100,00   | 1,47 |
|                         | Coligação Democrática Unitária | 40    | 2,23 / 100,00   | 0,02 |
|                         | Basta!                         | 23    | 1,28 / 100,00   | 0,40 |
|                         | Nós, Cidadãos!                 | 23    | 1,28 / 100,00   | Novo |
|                         | Aliança                        | 22    | 1,23 / 100,00   | Novo |
|                         | Outros (com menos de 1,00%)    | 87    | 4,85 / 100,00   |      |
| Votos Inválidos         | Votos Inválidos                | 102   | 5,69 / 100,00   | 2,57 |
| Total                   | Total                          | 1 792 | 100,00 / 100,00 |      |
| Eleitorado/Participação | Eleitorado/Participação        | 5 184 | 34,57 / 100,00  | 6,42 |

| Freguesia   | %     | %     | %    | %    | %    | %    | %    | %    | %    | Votantes |
| Freguesia   | PSD   | PS    | CDS  | BE   | PAN  | CDU  | B!   | NC!  | A    | Votantes |
| ----------- | ----- | ----- | ---- | ---- | ---- | ---- | ---- | ---- | ---- | -------- |
| Porto Santo | 35,66 | 35,60 | 4,69 | 4,63 | 2,85 | 2,23 | 1,28 | 1,28 | 1,23 | 1 792    |
| Porto Santo | 35,66 | 35,60 | 4,69 | 4,63 | 2,85 | 2,23 | 1,28 | 1,28 | 1,23 | 1 792    |

### Ribeira Brava
| Partido                 | Partido                                         | Votos  | %               | +/-  |
| ----------------------- | ----------------------------------------------- | ------ | --------------- | ---- |
|                         | Partido Social Democrata                        | 2 400  | 46,46 / 100,00  | -    |
|                         | Partido Socialista                              | 908    | 17,58 / 100,00  | 0,32 |
|                         | CDS – Partido Popular                           | 374    | 7,24 / 100,00   | -    |
|                         | Bloco de Esquerda                               | 215    | 4,16 / 100,00   | 1,37 |
|                         | Pessoas–Animais–Natureza                        | 155    | 3,00 / 100,00   | 0,33 |
|                         | Partido Unido dos Reformados e Pensionistas     | 136    | 2,63 / 100,00   | Novo |
|                         | Coligação Democrática Unitária                  | 102    | 1,97 / 100,00   | 1,01 |
|                         | Basta!                                          | 76     | 1,47 / 100,00   | 0,30 |
|                         | Aliança                                         | 69     | 1,34 / 100,00   | Novo |
|                         | LIVRE                                           | 63     | 1,22 / 100,00   | 0,52 |
|                         | Partido Trabalhista Português                   | 61     | 1,18 / 100,00   | 5,82 |
|                         | Partido Comunista dos Trabalhadores Portugueses | 56     | 1,08 / 100,00   | 0,52 |
|                         | Nós, Cidadãos!                                  | 55     | 1,06 / 100,00   | Novo |
|                         | Outros (com menos de 1,00%)                     | 129    | 2,50 / 100,00   |      |
| Votos Inválidos         | Votos Inválidos                                 | 367    | 7,10 / 100,00   | 1,45 |
| Total                   | Total                                           | 5 166  | 100,00 / 100,00 |      |
| Eleitorado/Participação | Eleitorado/Participação                         | 13 905 | 37,15 / 100,00  | 3,49 |

| Freguesia     | %     | %     | %    | %    | %    | %    | %    | %    | %    | %    | %    | %    | %    | Votantes |
| Freguesia     | PSD   | PS    | CDS  | BE   | PAN  | PURP | CDU  | B!   | A    | L    | PTP  | PCTP | NC!  | Votantes |
| ------------- | ----- | ----- | ---- | ---- | ---- | ---- | ---- | ---- | ---- | ---- | ---- | ---- | ---- | -------- |
| Campanário    | 50,79 | 16,74 | 6,41 | 3,52 | 3,01 | 1,93 | 1,70 | 1,65 | 1,25 | 1,25 | 0,96 | 0,91 | 1,42 | 1 762    |
| Ribeira Brava | 42,62 | 17,89 | 7,82 | 4,80 | 3,06 | 3,33 | 2,05 | 1,47 | 1,51 | 1,20 | 1,43 | 1,36 | 1,01 | 2 583    |
| Serra de Água | 47,74 | 19,48 | 7,84 | 4,28 | 2,61 | 2,14 | 1,43 | 1,19 | 0,71 | 0,95 | 0,48 | 0,71 | 0,48 | 421      |
| Tabua         | 50,75 | 17,25 | 6,50 | 2,75 | 3,00 | 1,75 | 3,25 | 1,00 | 1,25 | 1,50 | 1,25 | 0,50 | 0,50 | 400      |
| Ribeira Brava | 46,46 | 17,58 | 7,24 | 4,16 | 3,00 | 2,63 | 1,97 | 1,47 | 1,34 | 1,22 | 1,18 | 1,08 | 1,06 | 5 166    |

### Santa Cruz
| Partido                 | Partido                                         | Votos  | %               | +/-  |
| ----------------------- | ----------------------------------------------- | ------ | --------------- | ---- |
|                         | Partido Social Democrata                        | 4 657  | 30,59 / 100,00  | -    |
|                         | Partido Socialista                              | 3 805  | 24,99 / 100,00  | 4,61 |
|                         | CDS – Partido Popular                           | 1 130  | 7,42 / 100,00   | -    |
|                         | Bloco de Esquerda                               | 1 056  | 6,94 / 100,00   | 2,53 |
|                         | Pessoas–Animais–Natureza                        | 785    | 5,16 / 100,00   | 0,36 |
|                         | Coligação Democrática Unitária                  | 480    | 3,15 / 100,00   | 1,76 |
|                         | Partido Unido dos Reformados e Pensionistas     | 325    | 2,13 / 100,00   | Novo |
|                         | Partido Trabalhista Português                   | 296    | 1,94 / 100,00   | 8,37 |
|                         | LIVRE                                           | 287    | 1,88 / 100,00   | 0,87 |
|                         | Aliança                                         | 275    | 1,81 / 100,00   | Novo |
|                         | Basta!                                          | 268    | 1,76 / 100,00   | 0,57 |
|                         | Nós, Cidadãos!                                  | 216    | 1,42 / 100,00   | Novo |
|                         | Iniciativa Liberal                              | 177    | 1,16 / 100,00   | Novo |
|                         | Partido Comunista dos Trabalhadores Portugueses | 166    | 1,09 / 100,00   | 0,87 |
|                         | Outros (com menos de 1,00%)                     | 272    | 1,80 / 100,00   |      |
| Votos Inválidos         | Votos Inválidos                                 | 1 031  | 6,77 / 100,00   | 3,59 |
| Total                   | Total                                           | 15 226 | 100,00 / 100,00 |      |
| Eleitorado/Participação | Eleitorado/Participação                         | 39 317 | 38,73 / 100,00  | 3,44 |

| Freguesia              | %     | %     | %    | %    | %    | %    | %    | %    | %    | %    | %    | %    | %    | %    | Votantes |
| Freguesia              | PSD   | PS    | CDS  | BE   | PAN  | CDU  | PURP | PTP  | L    | A    | B!   | NC!  | IL   | PCTP | Votantes |
| ---------------------- | ----- | ----- | ---- | ---- | ---- | ---- | ---- | ---- | ---- | ---- | ---- | ---- | ---- | ---- | -------- |
| Camacha                | 33,79 | 24,35 | 7,56 | 6,05 | 5,12 | 2,95 | 2,27 | 1,62 | 1,40 | 2,16 | 1,44 | 1,04 | 0,68 | 0,94 | 2 776    |
| Caniço                 | 28,92 | 23,95 | 7,86 | 7,22 | 5,78 | 3,49 | 2,12 | 1,75 | 1,88 | 1,89 | 1,98 | 1,73 | 1,65 | 0,98 | 8 341    |
| Gaula                  | 33,85 | 24,98 | 7,31 | 6,53 | 3,55 | 3,26 | 2,13 | 1,99 | 2,84 | 0,99 | 1,63 | 0,78 | 0,57 | 0,99 | 1 409    |
| Santa Cruz             | 30,23 | 29,09 | 5,78 | 7,29 | 4,09 | 2,36 | 2,07 | 2,95 | 1,85 | 1,69 | 1,48 | 1,22 | 0,42 | 1,43 | 2 372    |
| Santo António da Serra | 34,45 | 27,13 | 7,32 | 6,40 | 4,27 | 1,52 | 1,83 | 2,13 | 2,13 | 0,91 | 1,52 | 0,91 | 0,61 | 3,05 | 328      |
| Santa Cruz             | 30,59 | 24,99 | 7,42 | 6,94 | 5,16 | 3,15 | 2,13 | 1,94 | 1,88 | 1,81 | 1,76 | 1,42 | 1,16 | 1,09 | 15 226   |

### Santana
| Partido                 | Partido                        | Votos | %               | +/-  |
| ----------------------- | ------------------------------ | ----- | --------------- | ---- |
|                         | Partido Social Democrata       | 1 170 | 38,45 / 100,00  | -    |
|                         | CDS – Partido Popular          | 698   | 22,94 / 100,00  | -    |
|                         | Partido Socialista             | 508   | 16,69 / 100,00  | 2,44 |
|                         | Bloco de Esquerda              | 104   | 3,42 / 100,00   | 1,18 |
|                         | Pessoas–Animais–Natureza       | 76    | 2,50 / 100,00   | 0,26 |
|                         | Coligação Democrática Unitária | 68    | 2,23 / 100,00   | 0,78 |
|                         | LIVRE                          | 39    | 1,28 / 100,00   | 0,58 |
|                         | Basta!                         | 36    | 1,18 / 100,00   | 0,26 |
|                         | Outros (com menos de 1,00%)    | 194   | 6,39 / 100,00   |      |
| Votos Inválidos         | Votos Inválidos                | 150   | 4,93 / 100,00   | 2,54 |
| Total                   | Total                          | 3 043 | 100,00 / 100,00 |      |
| Eleitorado/Participação | Eleitorado/Participação        | 7 874 | 38,65 / 100,00  | 4,64 |

| Freguesia          | %     | %     | %     | %    | %    | %    | %    | %    | Votantes |
| Freguesia          | PSD   | CDS   | PS    | BE   | PAN  | CDU  | L    | B!   | Votantes |
| ------------------ | ----- | ----- | ----- | ---- | ---- | ---- | ---- | ---- | -------- |
| Arco de São Jorge  | 51,04 | 14,06 | 18,75 | 3,65 | 2,08 | 2,08 | 0,52 | 0,52 | 192      |
| Faial              | 51,86 | 12,88 | 14,92 | 3,56 | 1,53 | 1,02 | 1,69 | 1,19 | 590      |
| Ilha               | 48,48 | 21,97 | 15,15 | 3,03 | 1,52 | 0    | 0    | 0,76 | 132      |
| Santana            | 28,74 | 28,91 | 17,71 | 4,19 | 3,42 | 1,28 | 1,45 | 1,20 | 1 169    |
| São Jorge          | 33,28 | 26,09 | 16,88 | 2,34 | 2,50 | 5,16 | 1,56 | 1,41 | 640      |
| São Roque do Faial | 47,81 | 19,06 | 15,31 | 2,50 | 1,56 | 3,13 | 0,31 | 1,25 | 320      |
| Santana            | 38,45 | 22,94 | 16,69 | 3,42 | 2,50 | 2,23 | 1,28 | 1,18 | 3 043    |

### São Vicente
| Partido                 | Partido                                         | Votos | %               | +/-  |
| ----------------------- | ----------------------------------------------- | ----- | --------------- | ---- |
|                         | Partido Social Democrata                        | 1 002 | 47,99 / 100,00  | -    |
|                         | Partido Socialista                              | 545   | 26,10 / 100,00  | 0,27 |
|                         | CDS – Partido Popular                           | 139   | 6,66 / 100,00   | -    |
|                         | Bloco de Esquerda                               | 74    | 3,54 / 100,00   | 1,28 |
|                         | Pessoas–Animais–Natureza                        | 36    | 1,72 / 100,00   | 0,04 |
|                         | Coligação Democrática Unitária                  | 31    | 1,48 / 100,00   | 0,03 |
|                         | Partido Comunista dos Trabalhadores Portugueses | 27    | 1,29 / 100,00   | 0,43 |
|                         | LIVRE                                           | 23    | 1,10 / 100,00   | 0,26 |
|                         | Aliança                                         | 21    | 1,01 / 100,00   | Novo |
|                         | Outros (com menos de 1,00%)                     | 89    | 4,27 / 100,00   |      |
| Votos Inválidos         | Votos Inválidos                                 | 101   | 4,84 / 100,00   | 2,87 |
| Total                   | Total                                           | 2 088 | 100,00 / 100,00 |      |
| Eleitorado/Participação | Eleitorado/Participação                         | 6 094 | 34,26 / 100,00  | 3,17 |

| Freguesia     | %     | %     | %    | %    | %    | %    | %    | %    | %    | Votantes |
| Freguesia     | PSD   | PS    | CDS  | BE   | PAN  | CDU  | PCTP | L    | A    | Votantes |
| ------------- | ----- | ----- | ---- | ---- | ---- | ---- | ---- | ---- | ---- | -------- |
| Boa Ventura   | 58,25 | 17,33 | 6,47 | 2,09 | 1,67 | 0,42 | 1,67 | 0,84 | 0,21 | 479      |
| Ponta Delgada | 46,83 | 25,79 | 5,95 | 5,16 | 1,79 | 2,18 | 1,39 | 1,39 | 2,38 | 504      |
| São Vicente   | 44,07 | 30,05 | 7,06 | 3,44 | 1,72 | 1,63 | 1,09 | 1,09 | 0,72 | 1 105    |
| São Vicente   | 47,99 | 26,10 | 6,66 | 3,54 | 1,72 | 1,48 | 1,29 | 1,10 | 1,01 | 2 088    |